# Elezioni comunali in Emilia-Romagna del 2007
Il 27 e il 28 maggio 2007 (con ballottaggio il 10 e 11 giugno) in Emilia-Romagna si tennero le elezioni per il rinnovo di numerosi consigli comunali.

## Bologna

### Budrio
| Candidati e Liste                        | Voti   | %       | Seggi |
| ---------------------------------------- | ------ | ------- | ----- |
| Carlo Castelli                           | 6.335  | 62,66   | -     |
| L'Ulivo                                  | 4.882  | 51,87   | 12    |
| Federazione dei Verdi-Comunisti Italiani | 411    | 4,37    | 1     |
| Rifondazione Comunista                   | 308    | 3,27    | -     |
| Italia dei Valori                        | 142    | 1,51    | -     |
| Italia di Mezzo                          | 83     | 0,88    | -     |
| Marco Mainardi                           | 3.668  | 36,28   | 1     |
| Alleanza Nazionale                       | 1.432  | 15,21   | 3     |
| Forza Italia                             | 1.135  | 12,06   | 2     |
| Lista Civica                             | 419    | 4,45    | 1     |
| Fiamma Tricolore                         | 282    | 3,00    | -     |
| Lega Nord                                | 135    | 1,43    | -     |
| Azione Sociale                           | 57     | 0,61    | -     |
| Democrazia Cristiana per le Autonomie    | 42     | 0,45    | -     |
| Gaetano Giliberti                        | 107    | 1,06    | -     |
| Democrazia Cristiana                     | 84     | 0,89    | -     |
| Totale alle liste                        | 9.412  | 100,00  | 19    |
| TOTALE                                   | 10.110 | 100,00' | 20    |

## Parma

### Parma
| Candidati e Liste                                    | Voti    | %       | Seggi |
| ---------------------------------------------------- | ------- | ------- | ----- |
| Pietro Vignali                                       | 46.653  | 45,01   | -     |
| Per Parma con Ubaldi (Forza Italia-Unione di Centro) | 42.623  | 46,91   | 24    |
| Alfredo Peri                                         | 38.971  | 37,60   | 1     |
| L'Ulivo                                              | 19.919  | 21,92   | 8     |
| Insieme con Alfredo Peri Sindaco                     | 4.605   | 5,07    | 2     |
| Rifondazione Comunista                               | 3.199   | 3,52    | 1     |
| Italia dei Valori                                    | 3.035   | 3,34    | 1     |
| Federazione dei Verdi-Comunisti Italiani             | 1.543   | 1,70    | -     |
| Popolari UDEUR                                       | 312     | 0,34    | -     |
| Italia di Mezzo-Altri                                | 302     | 0,33    | -     |
| Maria Teresa Guarnieri                               | 7.711   | 7,44    | 1     |
| Maria Teresa Guarnieri Sindaco                       | 5.178   | 5,70    | 1     |
| Liberali e Autonomisti                               | 279     | 0,31    | -     |
| Massimo Moine                                        | 3.204   | 3,09    | 1     |
| Alleanza Nazionale                                   | 3.025   | 3,33    | -     |
| Arturo Balestrieri                                   | 3.007   | 2,90    | -     |
| Parma Può                                            | 2.701   | 2,97    | -     |
| Andrea Zorandi                                       | 1.837   | 1,77    | -     |
| Lega Nord                                            | 1.789   | 1,97    | -     |
| Cinzia Ferraroni                                     | 1.128   | 1,09    | -     |
| Parma in Comune                                      | 989     | 1,09    | -     |
| Fiorenzo Sicuri                                      | 836     | 0,81    | -     |
| Socialisti - Radicali - Riformisti                   | 1.052   | 1,16    | -     |
| Pierre Janvier Mbock                                 | 300     | 0,29    | -     |
| P.i.e.r. Italia Nuova                                | 305     | 0,34    | -     |
| Totale alle liste                                    | 90.856  | 100,00  | 37    |
| TOTALE                                               | 103.647 | 100,00' | 40    |

## Piacenza

### Piacenza
| Candidati e Liste                                          | Voti   | %       | Seggi |
| ---------------------------------------------------------- | ------ | ------- | ----- |
| Roberto Reggi                                              | 29.003 | 48,62   | -     |
| L'Ulivo                                                    | 12.956 | 25,33   | 15    |
| Per Piacenza con Reggi                                     | 6.192  | 12,11   | 7     |
| Rifondazione Comunista                                     | 1.733  | 3,39    | 2     |
| Pensionati Piacentini                                      | 824    | 1,61    | -     |
| Italia dei Valori                                          | 687    | 1,34    | -     |
| Comunisti Italiani                                         | 659    | 1,29    | -     |
| Lista Pensionati                                           | 83     | 0,16    | -     |
| Dario Squeri                                               | 26.478 | 44,39   | 1     |
| Forza Italia                                               | 8.179  | 15,99   | 6     |
| Piacenza Libera! Squeri Sindaco                            | 5.819  | 11,38   | 4     |
| Alleanza Nazionale                                         | 4.299  | 8,40    | 3     |
| Lega Nord                                                  | 2.517  | 4,92    | 1     |
| Democrazia Cristiana per le Autonomie-Pensionati Emiliani  | 1.358  | 2,65    | -     |
| Unione di Centro                                           | 1.044  | 2,04    | -     |
| Forza Nuova-Destra per Piacenza                            | 384    | 0,75    | -     |
| Partito Pensionati                                         | 348    | 0,68    | -     |
| I Liberal Sgarbi                                           | 323    | 0,63    | -     |
| Italiani nel Mondo                                         | 192    | 0,38    | -     |
| Azione Sociale                                             | 125    | 0,24    | -     |
| Giovanni D'Amo                                             | 1.911  | 3,20    | 1     |
| Alleanza per Piacenza (Federazione dei Verdi-Lista Civica) | 917    | 1,79    | -     |
| Cittàcomune                                                | 811    | 1,59    | -     |
| Rosarita Mannina                                           | 991    | 1,66    | -     |
| Partecipa Piacenza                                         | 712    | 1,39    | -     |
| Maurizio Sesenna                                           | 668    | 1,12    | -     |
| Esistenza Civile                                           | 510    | 1,00    | -     |
| Giuseppe De Rosa                                           | 319    | 0,53    | -     |
| Fiamma Tricolore-Fronte d'Azione                           | 249    | 0,49    | -     |
| Cristiano Conti                                            | 278    | 0,47    | -     |
| Democrazia Cristiana                                       | 231    | 0,45    | -     |
| Totale alle liste                                          | 51.152 | 100,00  | 38    |
| TOTALE                                                     | 59.648 | 100,00' | 40    |